# Lobelia sancta
Lobelia sancta är en klockväxtart som beskrevs av Mats Thulin. Lobelia sancta ingår i släktet lobelior, och familjen klockväxter. Inga underarter finns listade i Catalogue of Life.